# Pseudostomella malayica
Pseudostomella malayica is een buikharige uit de familie Thaumastodermatidae. Het dier komt uit het geslacht Pseudostomella. Pseudostomella malayica werd in 1967 voor het eerst wetenschappelijk beschreven door Renaud-Mornant. 